# Horário de Samara
| roxa          | Horário dos Açores / Horário de Verão dos Açores (UTC-1 / UTC±0)                    |
| Azul claro    | Horário da Europa Ocidental (UTC±0)                                                 |
| Azul          | Horário da Europa Ocidental / Horário de Verão da Europa Ocidental (UTC±0 / UTC+1). |
| Vermelho      | Horário da Europa Central / Horário de Verão da Europa Central (UTC+1 / UTC+2).     |
| Amarelo claro | Horário de Kaliningrado (UTC+2).                                                    |
| Amarelo       | Horário do Leste Europeu / Horário de Verão do Leste Europeu (UTC+2 / UTC+3).       |
| Verde claro   | Horário da Turquia, Horário de Moscovo (UTC+3).                                     |

## Informações
Zona horária Standard: UTC+4
Esquema para Guardar horas de luz natural: adianta 1 hora 
Fuso horário actual: UTC+5
Abreviação da Zona Horária: SAMST
Esquema para Guardar horas de luz natural inicia-se no último Domingo de Março (30 de Março, em 2008), às 02h00 e acaba no último Domingo de Outubro (26 de Outubro, em 2008), às 03h00

## Coordenadas
- Latitude: 53° 1' Norte
- Longitude: 50° 15' Este